# Сады Хамарикю
Сады Хамарикю (яп. 浜離宮恩賜庭園 хама-рикю: онси тэйэн) — парк, расположенный в специальном токийском районе Тюо. Расположен в устье реки Сумида и окружён рвом, заполненным водами Токийского залива. В 17 веке эти земли принадлежали клану Токугава. Здесь располагались угодья для охоты на уток, традиционный японский сад периода Эдо и приливно-отливные пруды. Уровень воды в этих прудах зависит от поступления морской воды из залива. В прудах в изобилии водится морская рыба. Парк был открыт для посещения 1 апреля 1946. Полное название можно перевести как «Дарованные императором сады Хамарикю».
В парке в центре пруда Сиори расположен чайный домик, в котором регулярно проводится японская чайная церемония. Также на Новый Год в парке проводится соколиная охота и показательные выступления мастеров айкидо.
Сады входят в список живописных, исторических мест и природных памятников Японии.

## История
В 1654 году младший брат сёгуна Иэцуны, Мацудайра Цунасигэ, правитель княжества Кофу, построил резиденцию на отмели в устье Сумиды, которую назвал  Кофу Хама-ясики (яп. 甲府浜屋敷, «Пляжный павильон Кофу»). Позже сын Цунасигэ, Иэнобу, стал 6-м сёгуном, а резиденция стала собственностью сёгуната Токугава. В связи с этим название резиденции было изменено на Хама Готэн (яп. 浜御殿, «Пляжный дворец»). Начиная с этого времени каждый сёгун привносил некоторые изменения в парк. Окончательный свой вид сады приняли при 11 сёгуне Иэнари. Любовь к соколиной охоте подвигла Иэнари на сооружение «Соколиного чайного домика» в сельском стиле, куда его соратники по охоте могли заходить прямо в охотничьей одежде, а также чайных домиков «Ласточка» и «Сосна». Через пруд перекинут кипарисовый мост «Оцутаэбаси», с навесной сеткой из глициний, напоминающий по форме раскинувшего крылья журавля.
После реставрации Мэйдзи официальная резиденция в садах была ликвидирована, а из названия убрано слово «дворец». Великое землетрясение Канто и Вторая Мировая война нанесли серьёзный ущерб садам, но уже 1 ноября 1945 года императорская семья передала парковую территорию городу, а к 1 апреля 1946 года парк был открыт для публики.
В 2010 году чайный домик «Сосна» был воссоздан у берегов пруда, причём для его постройки использовались тысячелетние криптомерии с острова Якусима и применялись традиционные технологии изготовления бумаги и лаковой отделки, являющиеся национальным достоянием.

## Доступ в парк
В парк можно попасть через два моста, либо при помощи речных трамваев (Tokyo Cruise Ship).
Парк открыт с 9 до 17 часов ежедневно, кроме предновогодних выходных (с 29 декабря по 1 января).

## Галерея

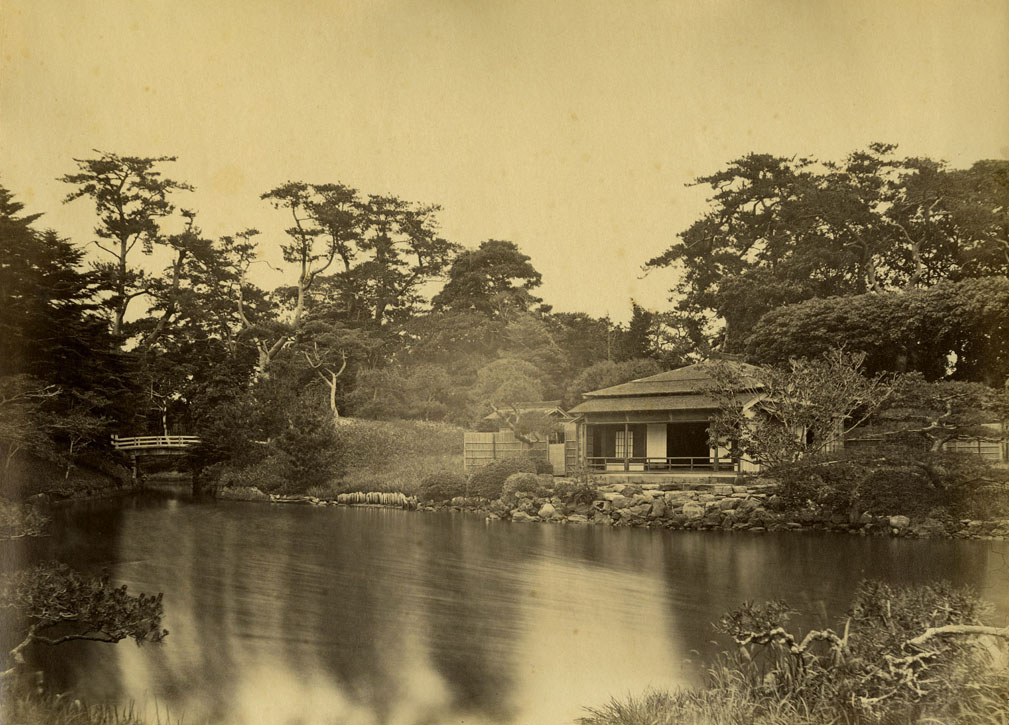
Сад Хамарикю в 1863 году, фотография Феликса Беато
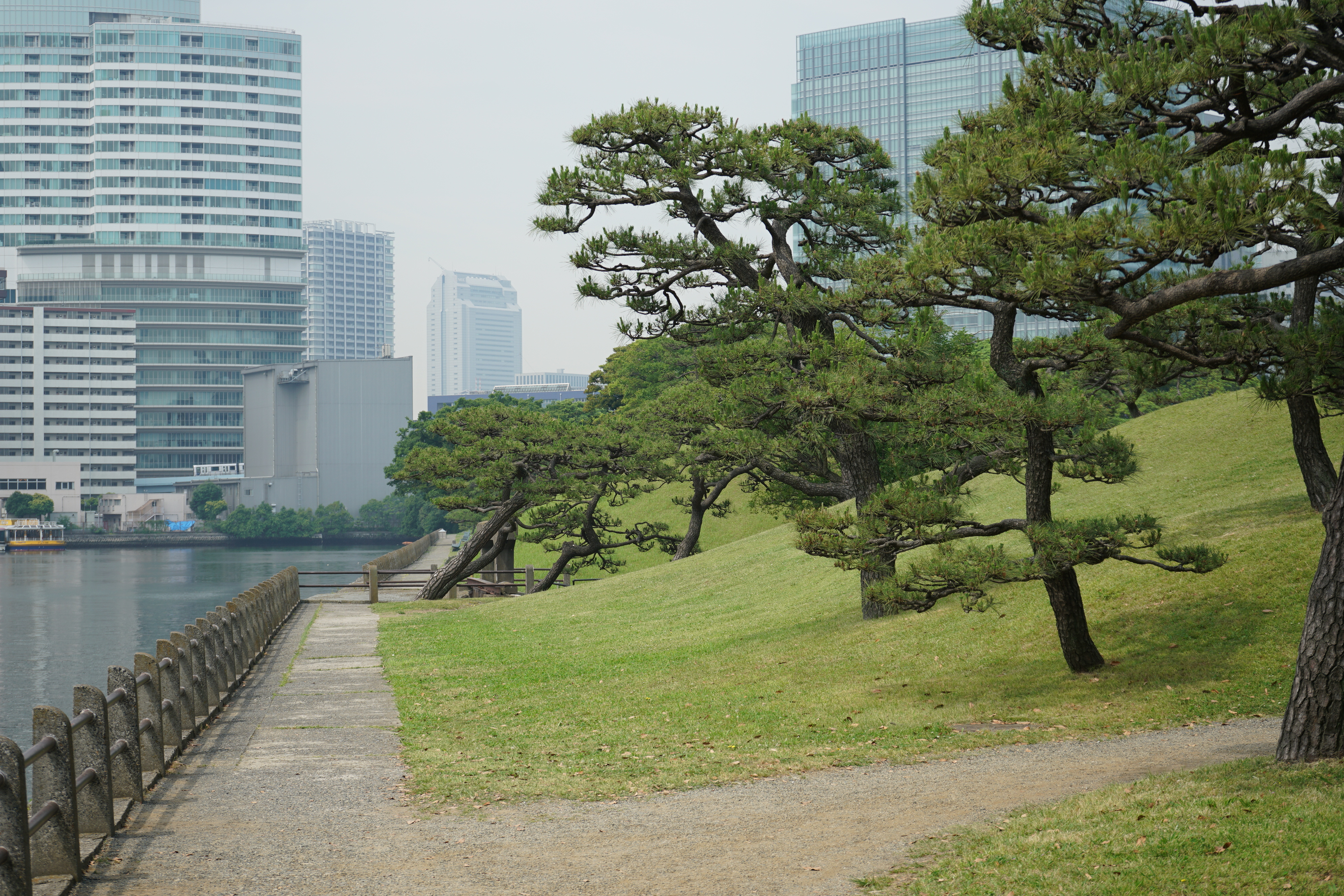
Сосны на берегу
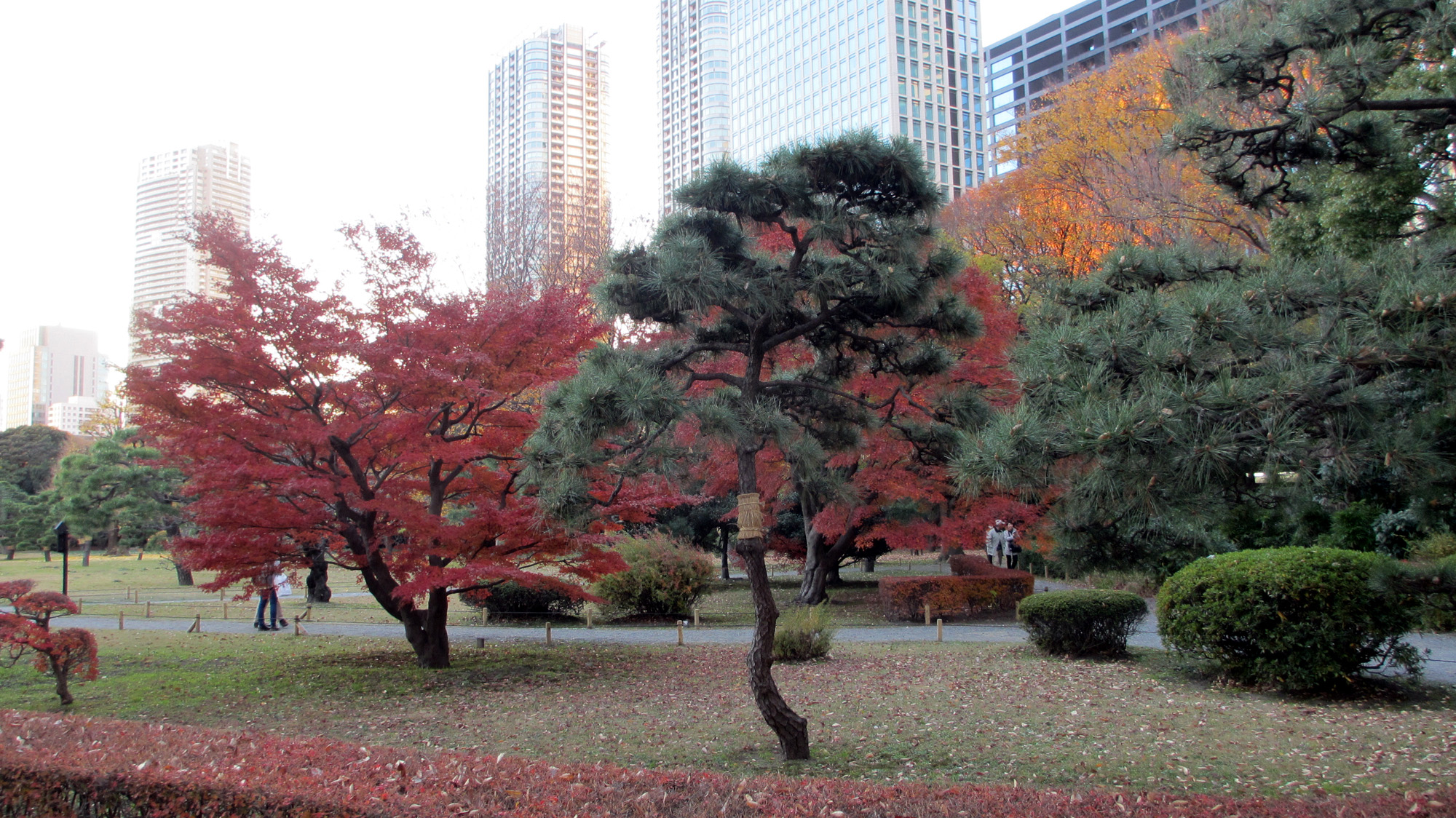
Хамарикю осенью
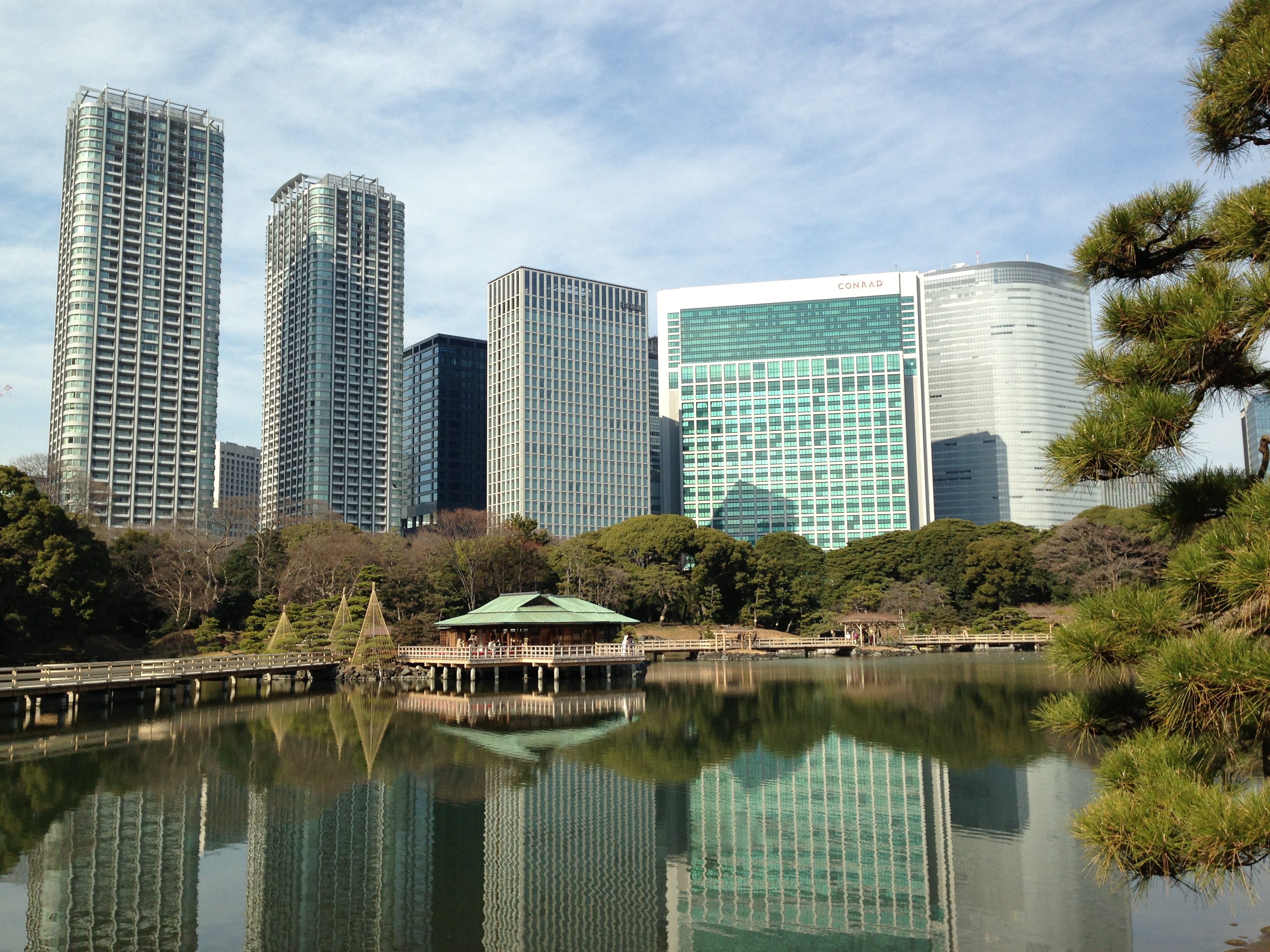
Чайный домик на берегу пруда
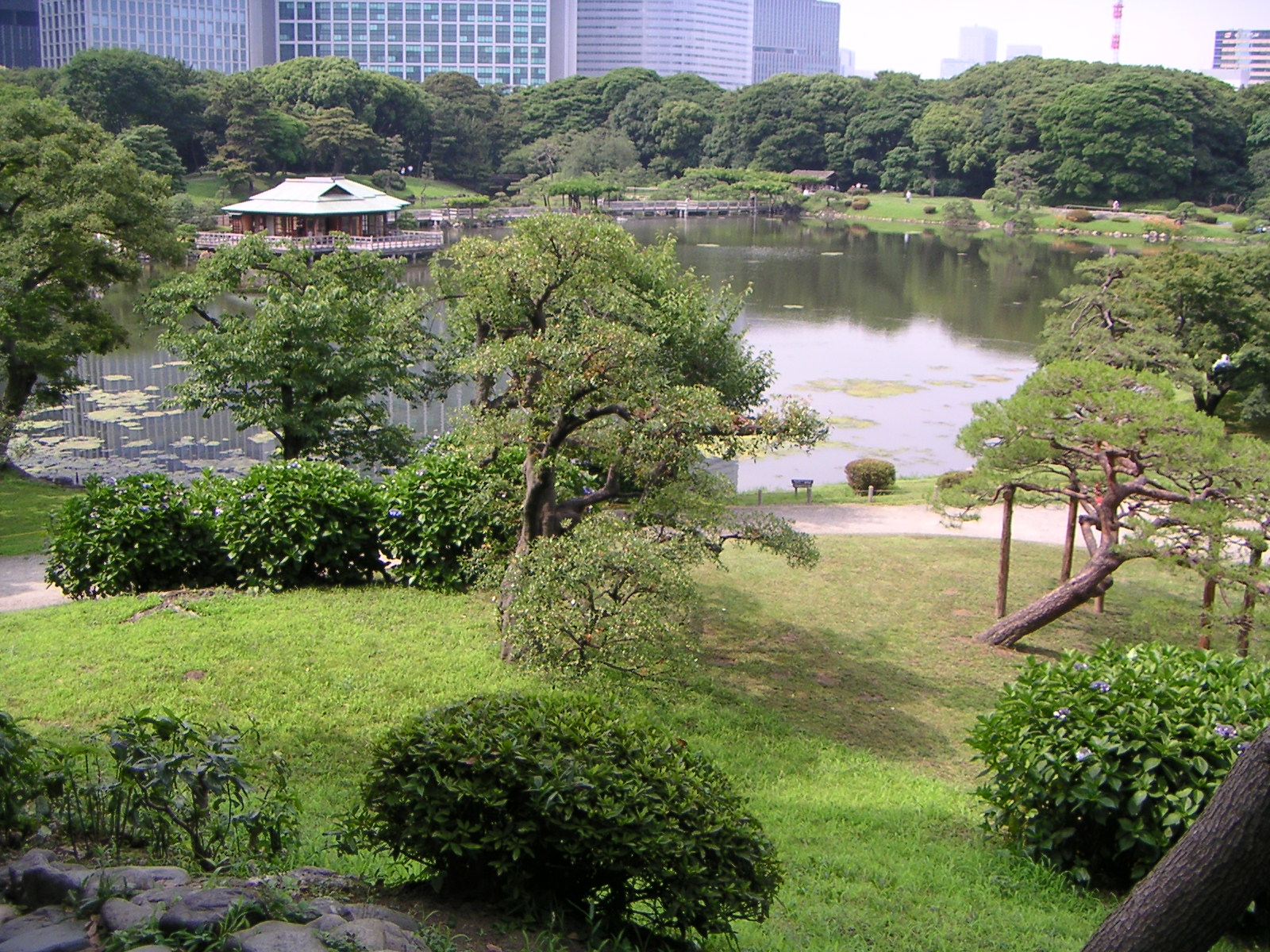
Вид на пруд